# Liste der Geotope im Kyffhäuserkreis
Im Kyffhäuserkreis gab es im Juni 2024 insgesamt 40 erfasste Geotope.

## Geotope

### Gesteine
| ID       | Bild           | Bezeichnung                                                                      | Art | Stratigraphie         | Beschreibung | Gemeinde                     | Lage |
| -------- | -------------- | -------------------------------------------------------------------------------- | --- | --------------------- | --- | ---------------------------- | ---- |
| KYF_1783 |                | Kalksteinbruch östlich Sachsenburg                                               | Kalkstein | Mittlerer Muschelkalk | Ca. 0,5 km östlich von der Unstrutbrücke (Sachsenburg). Am Nordhang des Mansfelder Berges. Bankig bis plattig ausgebildete Gesteine des Unteren Dolomits der Anhydrit-Folge. Schichten fallen nach SW ein. Tektonisch von der herzynisch streichenden Finne-Störung bestimmt. Hohlräume durch Abbau entstanden. Schilllagen sichtbar. | An der Schmücke              | Lage |
| KYF_1782 |                | Aufschluss im oberen Wüsten Kalktal                                              | Stinkschiefer, Gips, Anhydrit | Staßfurt-Anhydrit     | Nördlich Bad Frankenhausen am oberen Eingang des Tales lagert ein Kalkstein, der beim Anschlagen fast wie faule Eier riecht, der sog. Stinkschiefer. Grund für diesen Geruch sind die in Schwefelwasserstoff umgewandelten und im Gestein gespeicherten Pflanzen- und Tierreste des Zechstein-Meeres. Darüber und darunter sind Gips- und Anhydritstein aufgeschlossen, die sich äußerlich sehr ähnlich sind. Das Mineral Anhydrit (griechisch ánydros - wasserlos) enthält im Gegensatz zum Gips (der mit dem Fingernagel geritzt werden kann) kein chemisch gebundenes Wasser. Die salinaren Gesteine sind das Ergebnis der Verdunstung von Meerwasser und der daraus resultierenden Ausfällung. Im gesamten Südwestrand des Kyffhäuser-Gebirges löste und löst eindringendes Wasser Karbonat-, Sulfatgesteine sowie Salze der Zechsteinzeit auf und bildet zahlreiche Hohlräume. So entstand die zerklüftete Karst-Landschaft. | Bad Frankenhausen/Kyffhäuser | Lage |
| KYF_1956 |                | Kalksteintagenbau d. Zementwerkes Deuna südöstlich von Deuna im Waldgebiet „Dün“ | Klakstein, Kalkmergel | Unterer Muschelkalk   | Der Kalksteintagebau des Eichsfelder Zementwerkes erstreckt sich als sog. „Kulissenabbau“ hinter der Steilkante des Dün-Höhenzuges. An der Felsböschung, die sich stratigraphisch im Niveau der Oolithzone mit dem geringmächtigen Bänken alpha und beta befindet, ist ein flaches Einfallen der Schichten nach Südosten zu beobachten die bei der Annäherung an die Hangschulter nach Nordwesten umbiegen. Hangparallele Abrissspalten zerlegen auf der Westseite die Schichten in einzelne Blöcke mit schwacher Kippung. Auf der östlichen Seite ist abgerutschtes extern gekippter Schollen zu beobachten. | Helbedündorf                 | Lage |
| KYF_1225 |                | Alabasterabbau im Schorn                                                         | überwiegend vergipster Anhydrit | Zechstein             | Der Steinbruch befindet sich ca. 1 km nordwestlich von Steinthaleben am Nordrand des sogenannten „Schorn“. Der Abbau galt den 10–50 cm großen, petrographisch sehr reinen Anhydritknollen, die infolge Hydratation in schneeweißen, feinkörnigen Gips (Alabaster) umgewandelt wurden. Die massive Häufung der Anhydritknollen in diesem Aufschluss stellt eine Sonderentwicklung dar. Die Gewinnung des Alabasters stand für kunsthandwerkliche Arbeiten im Vordergrund und wurde ab etwa 1900 in einer großen, hangparallelen Abbaukammer, die über zwei Stollen erschlossen ist, abgebaut. | Kyffhäuserland               | Lage |
| KYF_1606 |                | Geologischer Aufschluss Hopfental                                                | |                       | | Kyffhäuserland               | Lage |
| KYF_1786 |                | Oberer Steinbruch am Mönchenberg (obere Abschnitt)                               | Sandsteine, Schiefertone, Konglomerat, Kupferschiefer, Kalke                                                                         | Mansfeld-Formation    | Ca. 1,5 km nordöstlich von Steinthaleben, am Südwesthang des Mönchenberges. Sandsteine (Obere Mansfelder Schichten sto2f), Schiefertone (Oberkarbon) sowie Konglomerat, Kupferschiefer und Kalke des Zechstein (Werra-Folge) aufgeschlossen. Werksteingewinnung der Sandsteine über mehrere Jahrhunderte. | Kyffhäuserland               | Lage |
| KYF_1272 |                | Oberer Steinbruch am Mönchenberg (untere Abschnitt)                              | vergipster Anhydrit | Werra-Folge           | Aufgelassener Steinbruch; Aufschluss: Sandstein und Schieferton des Oberkarbon/Konglomerat, Kupferschiefer und Zechsteinkalk des Zechsteins. | Kyffhäuserland               | Lage |
| KYF_1274 |                | Steinbruch am Kahlen Berg                                                        | vergipster Anhydrit | Werra-Folge           | Ca. 1,2 km NNW von Steinthaleben, am westlichen Hang des Kahlen Berges. Aufgelassener Steinbruch. Aufschluss: vergipster Anhydrit des Zechstein 1. | Kyffhäuserland               | Lage |
| KYF_1276 | weitere Bilder | Steinbruch in der Mittelburg des Kyffhäusers                                     | konglomeratischer Sandstein, vereinzelt Fossilien                                                                                    |                       | Das 81 m hohe, aus Sandsteinen und Konglomeraten des Permokarbons erbaute Kyffhäuserdenkmal bietet einen imposanten Ausblick über das Kyffhäusergebirge. Die Reichsburg Kyffhausen wurde bereits im 11. Jh. errichtet. Die Ruinen der Ober- und Unterburg sind zu besichtigen. Im ehemaligen Mühlsteinbruch im Bereich der Mittelburg wurden im konglomeratischen Sandstein des Oberkarbons (Mansfeld-Gruppe) einzelne verkieselte Stämme u. a. des Nadelbaums Dadoxylon gefunden, die bis 3 m Länge und 0,5 m Durchmesser aufweisen. | Kyffhäuserland               | Lage |
| KYF_1612 |                | Steinbruch Oberburg Kyffhäuser                                                   | |                       | | Kyffhäuserland               | Lage |
| KYF_1569 |                | Steinbruch Rottleben                                                             | Sandstein, Siltstein, Tonstein, Kalkstein                                                                                            | Karbon                | Ca. 0,5 km nordwestlich der Straße Rottleben-Frankenhausen in einem Waldgebiet. Sandsteine und Silt/Tonsteine der Oberen Kyffhäuserschichten, Zechsteinkalk, Pflanzenfundpunkt, Tuffitlage, tektonische Störungen. | Kyffhäuserland               | Lage |
| KYF_2005 |                | Erlebnisbergwerk „Glück Auf“ Sondershausen                                       | |                       | Die Grubenfahrt im ältesten befahrbaren Kalibergwerk der Welt dauert ca. 3 Stunden. In einer Tiefe von 680 m werden 15 km im offenen LKW zurückgelegt, die Temperatur beträgt etwa 23 °C. Neben der sachkundigen Erklärung der Kalirohsalzgewinnung sind der Festsaal (der auch gemietet werden kann), die Salzrutsche, die Kleinbahn, eine Kahnfahrt auf dem Laugensee sowie der vielfältig genutzte Konzertsaal Höhepunkte des Bergwerks, in dem auch Mountainbikerennen, Laufveranstaltungen sowie die wohl tiefstgelegene Kegelbahn der Welt geboten werden. | Sondershausen                | Lage |
| KYF_1271 |                | Steinbruch am Eichenberg bei Sondershausen                                       | Kalkstein mit unterschiedlicher Charakterisierung                                                                                    | Unterer Muschelkalk   | Ca. 1,2 km westlich von Sondershausen. Am Südhang des Eichenberges. Aufgelassener Steinbruch. Unterer Muschelkalk (Wellenkalk, Oolithzone). Naturdenkmal. | Sondershausen                | Lage |
| KYF_1231 |                | Steinbruch am Wirt[h]sberg in Sondershausen                                      | dm-mächtige Schicht von farblosem spätigen bis fasrigem weißen Gips, teilweise dünnblättrige Ton- bzw. Mergelsteine mit Gipsschnüren | Buntsandstein         | Aufgelassener Steinbruch, wohl Gewinnung von Gips (?); Aufschluss: Oberer Buntsandstein = Basisgips der Röt; Naturdenkmal. | Sondershausen                | Lage |

### Mineralien
| ID       | Bild | Bezeichnung                                            | Art | Stratigraphie | Beschreibung | Gemeinde | Lage |
| -------- | ---- | ------------------------------------------------------ | --- | ------------- | --- | -------- | ---- |
| KYF_1779 |      | Kuhlöcher, ehemaliger Braunkohlebergbau bei Voigtstedt |     |               | Ca. 1,5 km WSW von Voigtstedt. Tagebaurestloch. Bergbaufolgelandschaft. Braunkohle lagerte in xylithartiger Form und zeigt Spuren von fossilen Pflanzen. Honigstein (Mellit) gefunden. 1739 durch Johann Gottfried Borlach erkundet. Braunkohleförderung im Tiefbau. Nach Grubenunglück 1825 Gewinnung im Tagebau. Bergbau 1857 nach völliger Ausbeutung eingestellt. Kleine Gruben verfüllt. Hauptgrube füllte sich mit Wasser. | Artern   | Lage |

### Lagerungsverhältnisse/Tektonik
| ID       | Bild | Bezeichnung                                                       | Art | Stratigraphie | Beschreibung | Gemeinde       | Lage |
| -------- | ---- | ----------------------------------------------------------------- | --- | ------------- | --- | -------------- | ---- |
| KYF_1229 |      | (südlichster) Steinbruch am Südwesthang des Großen Schweinskopfes | Sandstein und Schieferton des Oberkarbon. Konglomerat, Kupferschiefer und Zechsteinkalk des Zechstein. Porphyrkobglomerat des Rotliegenden. |               | Ca. 2,2 km nordöstlich von Rottleben. Aufgelassener Steinbruch. Aufschluss: Schieferton und Sandstein des Oberkarbon (vereinzelt „Araucarien“) diskordant vom Porphyrkonglomerat des Rotliegenden überlagert. Quarzitische Bank des Porphyrkonglomerats. Konglomerat, Kupferschiefer und Zechsteinkalk des Zechstein.                 | Kyffhäuserland | Lage |
| KYF_1226 |      | Steinbruch am Preußischen Kopf                                    | Sandstein, gebleicht; Konglomerat; Kupferschiefer und Zechsteinkalk; Gips                                                                   |               | Ca. 2,2 km NNO von Badra, direkt westlich der Straße Badra - Kelbra. Aufgelassener Steinbruch. Gut aufgeschlossene Diskordanz (Oberkarbon - Zechstein). Gips, Zechsteinkalk (teils faserig, teils plattig bis bankig, dunkelgrau), Kupferschiefer, Zechsteinkonglomerat und Oberkarbonischer Sandstein. Spuren historischen Bergbaus. | Kyffhäuserland | Lage |
| KYF_1611 |      | Steinbruch Keltertal                                              | |               | | Kyffhäuserland | Lage |
| KYF_1610 |      | Aufschluss am Röseberg                                            | |               | | Sondershausen  | Lage |

### Sedimentstrukturen
| ID       | Bild | Bezeichnung                                          | Art                                               | Stratigraphie       | Beschreibung | Gemeinde       | Lage |
| -------- | ---- | ---------------------------------------------------- | ------------------------------------------------- | ------------------- | --- | -------------- | ---- |
| KYF_1230 |      | Kiesgrube zwischen Bendeleben und Steinthaleben      | Feinsand, Fein- und Mittelkies, Ton, Braunkohle   | Tertiär             | Ca. 0,9 km SSW von Steinthaleben. Um 1925 als Lehmgrube und bis ca. 1989 als Sand- bzw. Kiesgrube genutzt. Tertiäre Tone, Kiese und Sande (teilweise Braunkohle führend) aufgeschlossen. Hangend und erosionsdiskordant quartäre Sande und Kiese. Dislokation (fossile Erdfälle?). | Kyffhäuserland | Lage |
| KYF_1788 |      | Kalksteinbruch am Großen Totenberg bei Sondershausen | Terebratelbank - Zone, Schaumkalkzone, Wellenkalk | Unterer Muschelkalk | Vom Possen aus führt der gut ausgeschilderte Possenrundwanderweg zum so genannten Rondell. Hier ist der Steinbruch Margarethenblick ausgeschildert. Zur Befestigung von Waldwegen wurden die meist stückigen Kalksteine des klüftigen und aufgelockerten Wellenkalks abgebaut. Der fossile Meeresgrund hat neben Rippelmarken und Grabgängen von Würmern auch Steinkerne von Fossilien wie Muscheln und muschelartigen Armfüßern („Terebrateln“) konserviert. Die aufgeschlossene Schaumkalkzone stammt aus den Zeiten der Verflachung des Meeres und ist aus der Verwitterung von Kalkablagerungen in Ufernähe entstanden, die so den porösen Charakter des Kalksteins verursacht haben. | Sondershausen  | Lage |

### Fluviatile und gravitative Abtragungs- und Ablagerungsformen
| ID       | Bild | Bezeichnung                                       | Art | Stratigraphie           | Beschreibung | Gemeinde       | Lage |
| -------- | ---- | ------------------------------------------------- | --- | ----------------------- | --- | -------------- | ---- |
| KYF_1785 |      | Aufschluss unterhalb der Kirche Hachelbich        | Sandstein, Tonstein                                                                                           | Mittlerer Buntsandstein | Im Zentrum von Hachelbich, direkt unterhalb der Kirche. Fein- bis mittelkörniger Sandstein (weißgrau) mit einzelnen gelbbraunen Flecken. Im oberen Teil zeigt dieser eine löchrige Ausbildung. Zwischen den Sandsteinbänken: einzelne graugrüne Tonsteinlagen. | Kyffhäuserland | Lage |
| KYF_1781 |      | Sandsteinbruch Kammtal SW des Großes Schweinskopf | Sandstein, Zechstein-Konglomerat, schwarzer Kupferschiefer, Zechsteinkalk                                     | Zechstein               | Der Steinbruch südlich des Großen Schweinskopfes befindet sich ca. 2,2 km nordöstlich der Ortslage Rottleben östlich des Weges im Kammtal. Das Profil zeigt deutlich den Kyffhäuser-Sandstein, darüber das Zechstein-Konglomerat, das schmale dunkle Band des Kupferschiefers und unter dem Waldboden schließlich den hellen Zechsteinkalk. Der Steinbruch wurde angelegt, um Sandsteinblöcke zum Bau von Kirchen, Burgen und Häusern zu gewinnen. Die überlagernden Zechsteinschichten wurden beräumt, wodurch ein interessantes „geologisches Fenster“ der Karbon-Perm-Zeit entstand. | Kyffhäuserland | Lage |
| KYF_1784 |      | Steilhang bei Göllingen                           | Sandstein, Tonstein                                                                                           | Mittlerer Buntsandstein | Ca. 300 m südlich des Bahnhofes Göllingen. Die Wechsellagerung von fein- bis mittelkörnigen Sandsteinen (rotbraun, grauweiß) und Tonsteinen (rotbraun, graugrün) zeigt rotweiße Wechselfolge. Schichten fallen mit 6° nach Süden ein. | Kyffhäuserland | Lage |
| KYF_1778 |      | Steinbruch östlich des Schachtes Glückauf III     | Mittel- bis grobkörniger, rotbrauner bis hellgrauer Sandstein. Rotbraune und graugrüne Tonsteineinlagerungen. | Mittlerer Buntsandstein | Ca. 1,2 km nordwestlich von Hachelbich und ca. 2 km nordöstlich von Berka. Braune Grobsandsteine (Detfurth-Folge) setzen sich aus mittel- bis grobkörnigen, rotbraunen und hellgrauen Sandsteinen mit einzelnen rotbraunen und graugrünen Tonsteineinlagerungen zusammen. Unterhalb des Steinbruches stehen die Gervilleienschichten (Volpriehausen-Folge) an. Diese bestehen aus einer Wechsellagerung von rotbraunen, feinkörnigen Sandsteinen und rotbraunen, z. T graugrünen Tonsteinen. Fossile Muschel (Avicula muschisoni Gein) tritt auf. | Kyffhäuserland | Lage |
| KYF_1787 |      | Hanganschnitt Weizenberg bei Sondershausen        | Sandstein, Tonlagen                                                                                           | Mittlerer Buntsandstein | Am Ortsausgang von Sondershausen in Richtung Berka links in das Brückental abbiegend (Dickkopf-Rundweg), sind am Fuße des Weizenberges die Schichten des Mittleren Buntsandsteins aufgeschlossen. Von den einst zahlreichen Sandsteinbrüchen im Raum Sondershausen sind nur noch wenige erhalten geblieben. Die mittel- bis feinkörnigen Sandsteine, tonigen Sandsteine und Tonsteine in typischer Rot- und Grünfärbung finden sich in vielen Bauwerken in der Region. Zur Zeit der Ablagerung herrschte ein wüstenhaftes Klima, aus Flusssanden entstanden Sandsteinbänke, die Tonsteine sind Reste von Seen und Tümpeln, deren Trockenrisse von feinem Sand ausgefüllt wurden. Rippelmarken am sandigen Boden, die durch den Ton gut konserviert worden sind, zeugen von Strömungen und Wellenbewegungen im flachen Wasser der ehemaligen Seen. | Sondershausen  | Lage |

### Glaziale und periglaziale Abtragungs- und Ablagerungsformen
| ID       | Bild | Bezeichnung             | Art             | Stratigraphie    | Beschreibung | Gemeinde        | Lage |
| -------- | ---- | ----------------------- | --------------- | ---------------- | --- | --------------- | ---- |
| KYF_1789 |      | Rote Berge bei Hemleben | Tonsteine, Gips | Mittlerer Keuper | Ca. 0,3 km südöstlich von Hemleben. Die roten Tonsteine sind von einem Eiskeil durchdrungen. Der Segelberg bei Hemleben besteht aus festem Gips. Obenauf liegen Schotter aus einer früheren Eiszeit. Ton - und Gipsgesteinlager ca. 210 Millionen Jahre alt. | An der Schmücke | Lage |

### Lösungsbedingte Abtragungs- und Ablagerungsformen
| ID       | Bild | Bezeichnung                          | Art                                                                            | Stratigraphie | Beschreibung | Gemeinde                     | Lage |
| -------- | ---- | ------------------------------------ | ------------------------------------------------------------------------------ | ------------- | --- | ---------------------------- | ---- |
| KYF_1224 |      | Äbtissingrube                        | Löß, Lößlehm (aufgeschlossen)                                                  |               | Großerdfall in weichselzeitlichem Löß über Zechsteinsulfat; östlichster einer Reihe (WNW-ESE) von etwa einem Dutzend Erdfälle; Entstehung wohl mittelalterlich, Nachbruch am nördlichen Rand 1953; | Bad Frankenhausen/Kyffhäuser | Lage |
| KYF_1607 |      | Süd-West-Kyffhäuser                  |                                                                                |               | | Bad Frankenhausen/Kyffhäuser | Lage |
| KYF_1608 |      | Badraer Lehde - Großer Eller         |                                                                                |               | | Kyffhäuserland               | Lage |
| KYF_22   |      | Barbarossahöhle                      | Vollständiges Schichtenprofil vom Kupferschiefer (Ca1) bis Staßfurt-Gips (A2); | Zechstein     | Die Barbarossahöhle am Fuß des Kyffhäusers, Europas einzige Anhydrithöhle, gehört mit einer Gesamtfläche von 13 000 m² zu den großen und sehenswerten Höhlen schlechthin. Sie wurde 1865 bei der Suche nach Kupferschiefer entdeckt und ist als Schauhöhle seit 1866 öffentlich zugänglich. Besonderheiten sind die bis 4 cm dicken und oft über einen Quadratmeter großen Gipslappen, die durch Quellung des Anhydrits in hoher Luftfeuchtigkeit in bizarren Formen von den Decken und Wänden wachsen, sowie auch Schlangengips und Alabasteraugen. Auch Spuren des historischen Kupferschieferbergbaus sind noch zu sehen. Nach speläologischen Gesichtspunkten lässt sich die Barbarossahöhle als eine eingangslose, ca. 800 m lange horizontale Karsthöhle im teilweise vergipsten Anhydrit der Werra-Folge (Zechstein I) charakterisieren, die sich unter laminaren Fließbedingungen an der Grenze von vadoser (über dem Grundwasserspiegel) und phreatischer Zone (unterhalb des Grundwasserspiegels) entwickelte. Sie weist ein Dutzend kleiner Höhlenseen auf, die miteinander in Verbindung stehen und natürlichen Schwankungen des Wasserspiegels unterliegen. Im Zentralteil wird die Höhle von 50 bis 70 m Gestein überdeckt. Charakteristisch sind flach gewölbte Hallen von geringer Höhe und großer Spannweite (Verhältnis etwa 1:5 bis 1:8) und gleichzeitig beträchtlicher Längserstreckung. So sind die Abschnitte vom „Felsenmeer“ bis zum „Tanzsaal“ und vom „Wolkenhimmel“ bis zur „Schweizer Landschaft“ als jeweils etwa 200 m lange Räume aufzufassen. Speläogenetisch befinden sich diese Räume im Stadium der Raumentwicklung (Evolution). An zwei Stellen ist die Höhle bereits ins Stadium des Raumverfalls (Inkasion) getreten. Im Bereich des „Olymp“ und des „Dom“ sind dementsprechend kuppelförmige Räume mit einem Höhen/Breiten-Verhältnis von annähernd 1:1 entwickelt. Der „Olymp“ stellt nur noch den Restraum an der Flanke eines gewaltigen Erdfalls dar, der an der Erdoberfläche den Namen Teufelsgrube trägt. | Kyffhäuserland               | Lage |
| KYF_1223 |      | Erdfälle im Brandholz bei Bendeleben | Sandstein; Tonstein                                                            |               | Gruppe von sechs tiefreichenden Erdfällen im Buntsandstein; historisch entstanden, für geologische Verhältnisse sehr exakt datiert; Flächennaturdenkmal. | Kyffhäuserland               | Lage |
| KYF_1273 |      | Kippenberg                           | vergipster Anhydrit                                                            | Werra-Folge   | Ca. 500 m östlich von Steinthaleben. Ein ca. 50 m hoher Karstkegel (auch „Gipskuppe“ oder „Gipsbuckel“). Aufschluss: Gips des Zechstein 1 (Werra-Folge). Flächennaturdenkmal. Botanisch bedeutsam. | Kyffhäuserland               | Lage |
| KYF_1221 |      | Prinzenhöhle                         | Gips; häufig „Marienglas“                                                      | Zechstein     | 1,3 km nordöstlich von Rottleben; Karsthöhle im Zechsteingips (Länge ca. 50 m); auf korrosiv erweiterter Kluftfuge entwickelt; stark anthropogen verändert; historisch interessant („Schwarzburger Prinzenraub“); Fundort von „Marienglas“; stark frequentiert; Fledermausquartier | Kyffhäuserland               | Lage |

### Verwitterungsformen
| ID       | Bild | Bezeichnung         | Art                                                              | Stratigraphie | Beschreibung | Gemeinde       | Lage |
| -------- | ---- | ------------------- | ---------------------------------------------------------------- | ------------- | --- | -------------- | ---- |
| KYF_1275 |      | Altendorfer Klippen | Arkosesandstein mit groben Gerölllagen altpaläozoischer Gesteine |               | Ca. 1,8 km südlich von Kelbra (Sachsen-Anhalt). Markante, senkrecht nach NO abfallende „Felsklippe“ im Wald. Sandsteine des Oberkarbons. Arkosesandsteine enthalten grobe Gerölllagen (altpaläozoische Gesteine). Diese sind den unteren Mannsfelder Schichten (sto2e) zugeordnet. | Kyffhäuserland | Lage |

### Magmatische Bildungen
| ID       | Bild | Bezeichnung                                   | Art                                                                                   | Stratigraphie | Beschreibung | Gemeinde       | Lage |
| -------- | ---- | --------------------------------------------- | ------------------------------------------------------------------------------------- | ------------- | --- | -------------- | ---- |
| KYF_1780 |      | Steinbruch 2 zwischen Rothenburg und Steintal | Gneis mit unterschiedlichen Farbtönen und verschiedenen Mineralen. Helle Granitgänge. |               | Der ehemalige Steinbruch ist vom Parkplatz der Rothenburg aus gut erreichbar. Reste einer Brecheranlage erinnern daran, dass hier bis 1964 Schotter für den Straßenbau gebrochen wurde. Der anstehende Biotit-Hornblende-Gneis (Diorit-Gneis) besitzt ein Protolithalter (Entstehungsalter) von ca. 345 Mio. Jahren und intrudierte in ungefähr 20 bis 25 km Tiefe. Er wird von zahlreichen jüngeren Leukogranit-Gängen durchschlagen, deren Platznahme vermutlich an die Exhumierung, den Aufstieg des Kyffhäuser-Kristallins in der Erdkruste unter nur noch grünschieferfaziellen Bedingungen gebunden war. | Kyffhäuserland | Lage |
| KYF_1790 |      | Steinbruch im Borntal am Heiligenborn         | Hornblende - Gabbro im kalifeldspatreichen Granodiorit - Gneis                        |               | Die ehemaligen Steinbrüche sind abzweigend vom Wanderweg zwischen Kyffhäuser und Rothenburg gut erreichbar. Die Brüche dienten hauptsächlich der Gewinnung von Schotter und Splitt sowie von Straßenpflaster. Aufgeschlossen sind Gesteine eines intrusiven magmatischen Komplexes, bestehend z. B. aus Meta-Granitoiden und -Dioriten, die um 337 Mio. Jahren in ca. 7 bis 11 km Tiefe intrudierten. Sie sind damit jünger als die Meta-Magmatite des Steintals. | Kyffhäuserland | Lage |

### Denkstein
| ID       | Bild | Bezeichnung             | Art                                    | Stratigraphie   | Beschreibung | Gemeinde       | Lage |
| -------- | ---- | ----------------------- | -------------------------------------- | --------------- | --- | -------------- | ---- |
| KYF_1227 |      | Eiszeit-Denkstein Badra | weißgrauer bis hellgraubrauner Quarzit | Elster-Kaltzeit | Quarzitblock von 0,7 × 1,6 × 1,5 m Größe, in parkähnlicher Anlage in der Ortsmitte Badra aufgesockelt. Erläuterungstafel mit folgendem Text: „Präkambrischer Sandstein, feinkonglomeratisch, mit windgeglätteter, narbiger Oberfläche. Alter ca. 500 Mill. Jahre / Heimat: Südschweden / Fundort: Markgrafenholz / Während der Elster-Eiszeit vor ca. 450 000 Jahren vom nordischen Inlandeis in unsere Heimat transportiert. Geborgen und aufgestellt von Badraer Natur- und Heimatfreunden 1972“. Die Interpretation als Geschiebe trifft wahrscheinlich nicht zu. | Kyffhäuserland | Lage |